# Hugh McMahon
Hugh Robertson McMahon (ur. 17 czerwca 1938 w Saltcoats) – brytyjski i szkocki polityk oraz nauczyciel, poseł do Parlamentu Europejskiego II, III i IV kadencji.

## Życiorys
Absolwent University of Glasgow, pracował jako nauczyciel historii. Został działaczem Partii Pracy. W latach 1984–1999 przez trzy kadencje sprawował mandat eurodeputowanego, wchodząc w skład frakcji socjalistycznej. Był m.in. wiceprzewodniczącym Komisji ds. Socjalnych, Zatrudnienia i Środowiska Pracy.